# Justicia linaria
Justicia linaria är en akantusväxtart som beskrevs av T. Anders.. Justicia linaria ingår i släktet Justicia och familjen akantusväxter. Inga underarter finns listade i Catalogue of Life.